# واكر ثون
واكر ثون هو نادي كرة يد في سويسرا. تأسس في سنة 1976. يقع مقره في ثون. يلعب في الدوري السويسري لكرة اليد. فاز بكأس التحدي الأوروبية لكرة اليد في سنة 2005.